# Wyattella fungicola
Wyattella fungicola är en tvåvingeart som beskrevs av Boris Mamaev och Rozhnova 1976. Wyattella fungicola ingår i släktet Wyattella och familjen gallmyggor. Inga underarter finns listade i Catalogue of Life.